# Digitale Pflegeanwendung
Eine Digitale Pflegeanwendung (kurz DiPA) beruht im Wesentlichen auf digitalen Technologien bzw. auf Software und zielt darauf ab, Pflegebedürftigen, pflegenden Angehörigen oder anderen ehrenamtlich Pflegenden einen pflegerischen Nutzen zu bieten. Digitale Pflegeanwendungen sollen dazu beitragen, die Selbstständigkeit und die Fähigkeiten von Pflegebedürftigen zu fördern sowie einer fortschreitenden Pflegebedürftigkeit vorzubeugen.
Momentan gibt es noch keine zugelassene Digitale Pflegeanwendung (Stand Juli 2025).

## Gesetzliche Verankerung der Erstattungsfähigkeit
In Deutschland wurde 2022 eine gesetzliche Grundlage für Digitale Pflegeanwendungen mit der Digitalen Pflegeanwendungen-Verordnung (DiPAV) geschaffen. Die Anforderungen an Digitale Pflegeanwendungen sind im § 40a SGB XI Digitale Pflegeanwendungen gesetzlich verankert. Der entsprechende gesetzliche Rahmen geht auf das Inkrafttreten des Digitale-Versorgung-und-Pflege-Modernisierungs-Gesetzes (DVPMG) am 9. Juni 2021 zurück.
Die Erstattungsfähigkeit digitaler Pflegeanwendungen wird durch das Bundesinstitut für Arzneimittel und Medizinprodukte (BfArM) geprüft. Das BfArM hat 2022 einen Leitfaden zum Prüfprozess veröffentlicht, an dem sich die Hersteller orientieren können. Im Antragsverfahren kontrolliert das BfArM, inwieweit Standards zur Sicherheit, Funktionstauglichkeit, Qualitätsanforderungen (z. B. Nutzerfreundlichkeit, Barrierefreiheit), Datenschutz und Datensicherheit eingehalten und erfüllt werden. Darüber hinaus muss der Hersteller empirisch nachweisen, dass die DiPA tatsächlich einen pflegerischen Nutzen hat.
Nur Anwendungen, die im DiPA-Verzeichnis nach § 78a Absatz 3 SGB XI registriert sind, dürfen offiziell als digitale Pflegeanwendung angeboten werden. Pflegebedürftige aller Pflegegrade können einen Antrag auf Inanspruchnahme der DiPA bei der Pflegekasse stellen. Wird der Antrag genehmigt, ist der gemeinsame Leistungsbetrag des pflegebedürftigen Menschen und der pflegenden Personen auf eine Höhe von 53 € monatlich gedeckelt.

## Merkmale
Um Digitale Pflegeanwendungen von anderen bestehenden Produkten bzw. Leistungen abzugrenzen, fasst das BfArM in seinem Leitfaden Merkmale und Abgrenzungskriterien zusammen. Danach gilt für DiPA, dass sie
- keine Medizinprodukte sein müssen, aber sein können
- primär auf digitalen Technologien bzw. Software beruhen
- einen unmittelbaren pflegerischen Nutzen bewirken, anstatt bestehende Systeme zu unterstützen
- von Pflegebedürftigen allein oder in Interaktion mit Angehörigen, sonstigen ehrenamtlich Pflegenden und zugelassenen Pflege- oder Betreuungsdiensten genutzt werden können
- Pflegebedürftige ausschließlich im häuslichen Kontext bzw. in der häuslichen Versorgungssituation unterstützen
- nicht primär darauf abzielen, Pflege- oder Betreuungsdienste im operativen Geschäft zu unterstützen
- nicht primär zur Unterstützung beim allgemeinen Lebensbedarf oder bei der allgemeinen Lebensführung, der reinen Wissensvermittlung, der Beantragung von Leistungen sowie der Auskunft oder Beratung zur Auswahl und Verwendung von Sozialleistungen oder sonstigen Hilfsangeboten dienen.

## Nutzen
Der pflegerische Nutzen von Digitalen Pflegeanwendungen kann sich auf eine oder mehrere der unten genannten Aspekte beziehen. Entsprechende Kategorien bzw. Dimensionen des pflegerischen Nutzens leiten sich aus dem SGB XI § 14 vom dort definierten Begriff der Pflegebedürftigkeit ab.
Zu den pflegerischen Aspekten gehören:
- Mobilität
- Kognitive und kommunikative Fähigkeiten
- Verhaltensweisen und psychische Problemlagen
- Selbstversorgung
- Bewältigung von und selbständiger Umgang mit krankheits- oder therapiebedingten Anforderungen und Belastungen
- Gestaltung des Alltagslebens und sozialer Kontakte
- Haushaltsführung
- Stabilisierung der häuslichen Versorgung

Die Evidenz des pflegerischen Nutzens der DiPA muss vom Hersteller mit einer quantitativ vergleichenden Studie nachgewiesen werden.